# Паприн
Папрін (рос. паприн) — тип білково-вітамінного концентрату (БВК), що виробляється з кормових дріжджів, вирощених на водному середовищі, до якого додавалися високоочищені рідкі парафіни, отримані з відходів переробки нафти, мінеральні солі, азот та кисень. 
Цей продукт містить велику кількість білка, близько 50 %, та забезпечує швидкий набір маси тварин, яких годують цим продуктом. 

## Історія
Виробництво білково-вітамінного концентрату (БВК) має досить довгу історію. Вперше мікробний синтез білку за рахунок грибків з роду Candida був здійснений у Німеччині ще в часи Першої світової війни. Пізніше ця технологія отримала певне поширення в США та Великобританії. 
У роки ленінградської блокади місцевий дріжджовий завод врятував не одну тисячу життів мешканців міста на Неві, виробляючи кормові дріжджі, які використовувалися для випікання хліба. Він відрізнявся за якістю від звичного, проте це було білкове харчування. Після закінчення Другої світової війни, гідролізне виробництво на сировині продовжило розвиватися. До кінця 80-х років понад 40 підприємств із насіннєвого лушпиння, соняшникового жому, бурякової патоки, бавовняних коробочок та відходів деревини випускали близько 700 тисяч тонн кормових дріжджів та етанолу на рік. Саме тому, виходячи з конкретних кліматичних і природних умов, мікробіологи запропонували закрити питання дефіциту кормового білка за рахунок виробництва кормових дріжджів з парафінів нафти з використанням технологічної культури дріжджоподібних грибів кандида Гіллермонді.
У колишньому СРСР масове виробництво БВК було розпочате на початку 70-х pоків XX ст. на основі відходів нафтопереробки, а саме рідких парафінів нафти, метанолу та природного газу.
У 1980-ті роки в колишньому СРСР вироблялося 1 млн тонн папріну та інших подібних дріжджових білків, що становило 2/3 від загальносвітових обсягів. До 1987 року це число досягло 1,1 млн тонн. Це дозволило заощадити 6,6 млн тонн фуражного зерна на рік.
Безпеку кормових дріжджів з вуглеводнів, як кормової добавки, на той час, підтвердили дослідження вчених Великобританії, Голландії, США, Франції та інших країн. Як повідомлялося, БВК за своїми біологічною цінністю та поживними властивостями не поступався рибному та м'ясо-кістковому борошну і перевершував соєве борошно та рослинний шрот. Одна його тонна дозволяла збалансувати за білком 20 тонн комбікормів та додатково отримати до 1,5 тонни м'яса птиці, 15 тисяч яєць та 0,8 тонни свинини.
Окрім СРСР, БВК (папрін) активно вироблявся в країнах т. зв. «соціалістичного табору», у значно менших обсягах виробництво продовжується і на даний час. Серед лідерів біотехнологічного виробництва дріжджового кормового білка і ліпофільно-жирових комплексів були НДР і Угорщина.

### Виробництво
Перший великий завод в колишньому СРСР з виробництва папріну, потужністю 35000 тонн на рік, був запущений в 1973 році у м. Кстово Нижньогородської області (РФ). 
В грудні 1974 року, в м. Кіриші Ленінградської області (РФ), на лівому березі річки Волхов, було введено в експлуатацію другий біохімічний завод, де з відходів нафтопереробки також почали виробляти великі партії папріну. Ресурсною базою для його виробництва став найбільший і найрозвиненіший, на той час, нафтопереробний завод Росії "Кіришінефтеоргсінтез", який входив до складу концерну "Сургутнафтогаз" та знаходився поряд. Біохімічний завод з виробництва папріну проіснував до 2006 року та припинив свою діяльність.
Паралельно створювалися нові біохімічні заводи з виробництва кормових дріжджів, а саме вони були побудовані в селищі Світлий Яр Волгоградської області (РФ), в м. Ангарську Іркутської області (РФ), м. Благовіщенську у Башкирії (РФ), м. Кременчуці (Україна), містах Мозирі та Новополоцьку (Білорусь). Проєктувався новий завод і в м. Павлодарі (Казахстан).

## Супутній вплив
Виявилося, що виробництво папріну було екологічно таким брудним, технологія та техніка безпеки порушувалися настільки грубо, що викиди дрібнодисперсного папрінового пилу в атмосферу виявилися практично неминучими. Вплив викидів на органи дихання людини виявився вкрай несприятливий і призводив до розвитку тяжких алергічних астмоподібних захворювань, які нерідко закінчувалися смертю. На супутні загрози, які супроводжують усі біотехнологічні виробництва та мають підвищену небезпечність, оскільки для їх здійснення методами генної інженерії почали створювати особливі штами мікроорганізмів, належної уваги приділено не було. Розробники методики виробництва папріну знехтували й тим фактом, що новостворені штами мікроорганізмів, вириваючись "на волю", можуть ставати набагато небезпечнішими, ніж хімічні або радіоактивні забруднювачі.
Так, в м. Кіриші (РФ), починаючи з 1982 року, з введенням в експлуатацію на біохімічному заводі гідролізного виробництва кормових дріжджів та викидів фурфуролу різко погіршився стан навколишнього середовища. В січні 1987 року, на заводі сталася велика аварія, коли на ділянці гідролізного виробництва вийшли з ладу очисні споруди, в результаті чого в річку Волхов було викинуто велику кількість неочищеного шламу, клітин білка та грибка-продуцента. В результаті викидів у повітряне середовище промислової зони і міста, в Кіришах почалися загострення алергічних захворювань, таких як бронхіальна астма, бронхіт, ГРВІ та ГРЗ, мікози, які призвели до масових захворювань мешканців міста та підвищення дитячої смертності. Дана подія на той час активно приховувалася владою, а відносно тих, хто намагався повідомляти суспільству про ознаки впливу папріну на самопочуття та здоров`я людей, застосовувалися методи впливу, в тому числі й кримінального характеру.

## Результати застосування
Наприкінці 90-тих років минулого століття були виявлені значні проблеми також зі здоров'ям тварин, яких годували папріном, зокрема пошкодження у них основних органів. Тварини виростали меншими за розміром та давали менше потомства. У їхньому м'ясі було відмічене накопичення ряду аномальних амінокислот. Хоча вважалося, що ці зміни не впливали на якість м'яса для людини, детальних досліджень проведено не було. Особливі застереження стосувалися можливого загострення деяких хронічних захворювань. Інші проблеми стосувалися небезпечності самого процесу виробництва БВК, зокрема виникнення деяких характерних захворювань у працівників підприємств та мешканців навколишніх територій.
У результаті цих проблем, а також у зв'язку з економічною кризою, в 90-ті роки минулого століття виробництво папріну різко скоротилося. З екологічних причин та застережень щодо здоров'я знизився також й інтерес до даної галузі у всьому світі. Зараз обмежене використання папрінів знаходить своє застосування лише в раціонах хутрових тварин.